# Drakryggen
Drakryggen ist ein Bergkamm im Kebnekaise-Gebiet in der schwedischen historischen Provinz Lappland. Seinen Namen hat er von seinem langen Zackengrat und den zerfurchten Bergflanken.
Der Drakryggen ist von Tarfala aus erreichbar, die Besteigung setzt Gratkletterei voraus.